# Immanuel Gottlieb Huschke
Immanuel Gottlieb Huschke (Greußen, 8 gennaio 1761 – 18 febbraio 1828) è stato un filologo classico tedesco.

## Biografia
Studiò teologia e filologia all'Università di Jena. Dopo diversi anni passati a lavorare nei Paesi Bassi, tornò in Germania nel 1800, stabilendosi con suo fratello nella città di Munden. Nel 1802 ottenne la sua abilitazione presso l'Università di Gottinga, dove insegnò letteratura greca e latina.
Nel 1806 fu nominato professore di letteratura greca all'Università di Rostock, dove rimase fino alla sua morte avvenuta nel 1828. Nel 1813 fu nominato rettore universitario e, in seguito alla morte di Oluf Gerhard Tychsen (1734-1815), fu nominato capo della biblioteca dell'università.

## Opere
- Epistola critica in Propertium, 1792
- Analecta critica in Anthologiam Graecam, 1800
- Dissertatio de fabulis Archilochi, 1803
- Commentatio de Orphei Argonauticis, 1806
- Albii Tibulli Carmina, 1819
- Albii Tibulli opera omnia, 1822
- Analecta litteraria, 1827.[1]